# Boltaña
Boltaña (aragonesisch Boltanya) ist eine Gemeinde im Norden der spanischen Provinz Huesca der Region Aragonien. Gemeinsam mit der Gemeinde Aínsa-Sobrarbe ist es Verwaltungs- und Gerichtssitz der Comarca Sobrarbe, wobei Aínsa-Sobrarbe deren wirtschaftliches Zentrum ist. Boltaña hat auf einer Fläche von 139,5 km² 2024 1.102 Einwohner.

## Geographie
Der Ort liegt auf 643 m Höhe am Unterlauf des Flusses Ara im Zerbillonar-Tal der aragonesischen Vorpyrenäen, einige Kilometer flussabwärts (und damit südwestlich) von Fiscal und dem oberen Broto-Tal des Ara. Es liegt am Fuß des Berges San Martín, auf dem sich die Ruinen einer ursprünglich von den Arabern vor dem 10. Jahrhundert errichteten Festung befinden, der Burg von Boltaña, die irrtümlicherweise auch „Burg der Grafen von Sobrarbe“ genannt wird, obwohl sie nie als Herrschaftssitz der christlichen Grafschaft Sobrarbe diente.
Linksseitig des Flusses befindet sich die Schlucht von Cañimás, auf deren einer Seite San Vicente de Labuerda, der zweitwichtigste Ort der Gemeinde Labuerda, liegt und auf der anderen Moriello de Sampietro, ein verlassenes Dorf am Abschluss des Bio-Tals, das zu Boltaña gehört.

## Geschichte

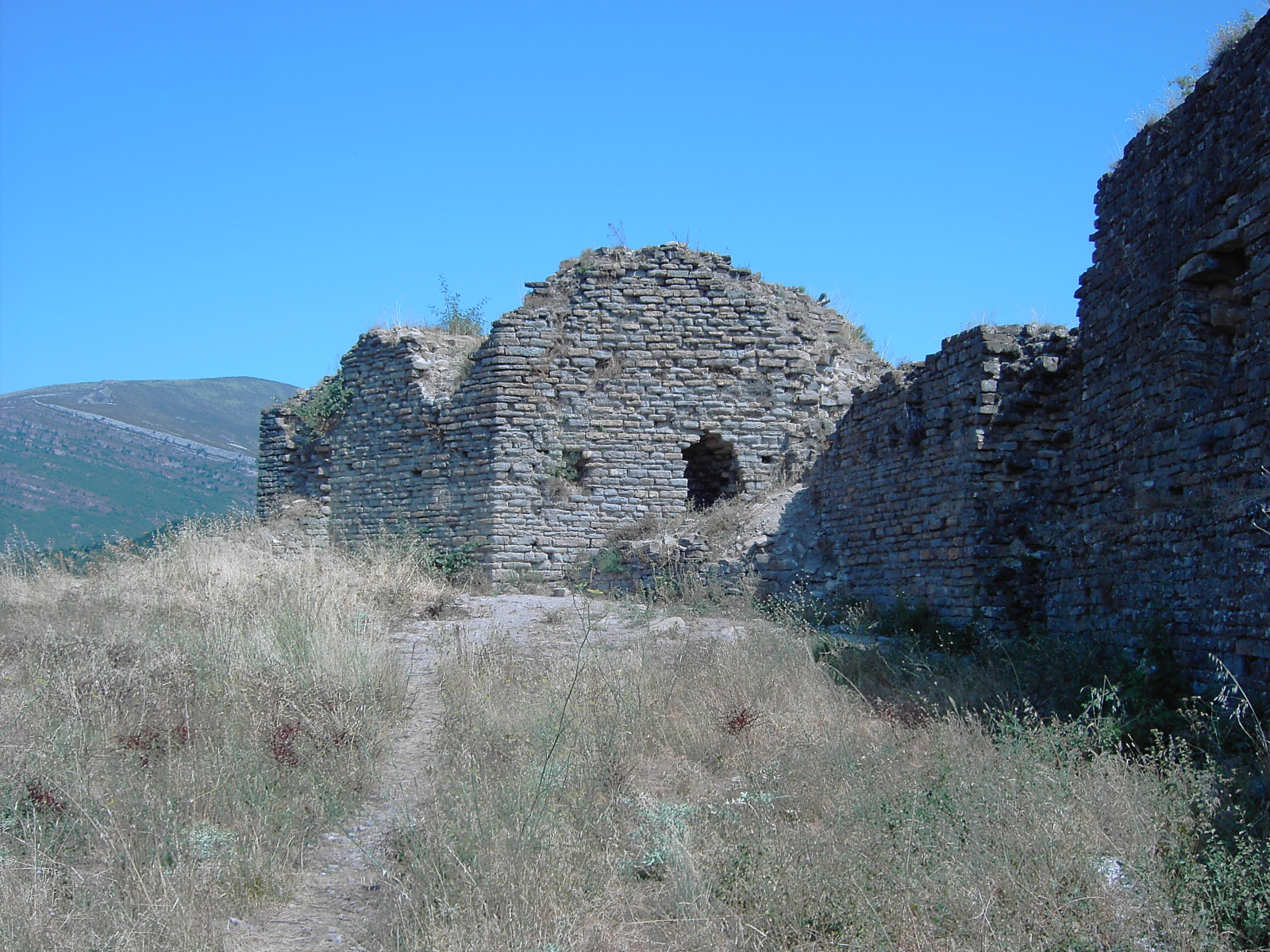
Die Ruinen der Burg von Boltaña

Der Ort war Hauptort der so genannten Boletania, die schon zur Zeit der römischen Eroberung der iberischen Halbinsel existierte. Die Römer nannten den Ort Municipium Boletanum; in dieser Zeit war er Hauptort entlang des Ara. Die Burg von Boltaña entstand hier nach der arabischen Eroberung und bildete eine wichtige Verteidigungsstellung an der Grenze zur Spanischen Mark. Es ist überliefert, dass Kalif Abd ar-Rahman III. im frühen 10. Jahrhundert einen Amrus ibn Muhammad zum Gouverneur der Festung ernannte. Nicht genau bekannt ist, wann christliche Herrscher Boltaña eroberten, jedoch zählte García III. Sánchez von Pamplona 941 Besitzungen in der Grafschaft Sobrarbe zu seinem Herrschaftsgebiet. Im 11. Jahrhundert wurde Boltaña unter der Herrschaft Sancho Garcés’ von dessen Neffen Gimeno Garcés (1028–1031) und anschließend unter Ramiro I. bzw. Sancho I. von Aragonien von Sancho Galíndez (1036–1080) regiert. In dieser Zeit waren die Festung und Siedlung von Boltaña wichtige Stützpunkte der Reconquista.
Im 12. Jahrhundert verlor Boltaña zugunsten des benachbarten Aínsa zunehmend an Bedeutung, besonders nachdem Alfons I. Aínsa in einer Carta Puebla 1124 besondere Rechte (Fuero) zuerkannte. In den folgenden Jahrhunderten nahm die Bedeutung Boltañas immer mehr ab, bis es juristisch zu einem von Aínsa aus regierten Ort ohne besondere Privilegien wurde.
1430, als ein gewisser Juan de Bardají den Titel des Herrn von Boltaña innehatte, widerrief König Alfons V. die Sonderrechte (Fueros) des Ortes und gab sie der Krone Aragonien zurück. Im August 1456 erhielt Boltaña immerhin das Recht auf einen Bürgermeister zurück.

## Baudenkmäler

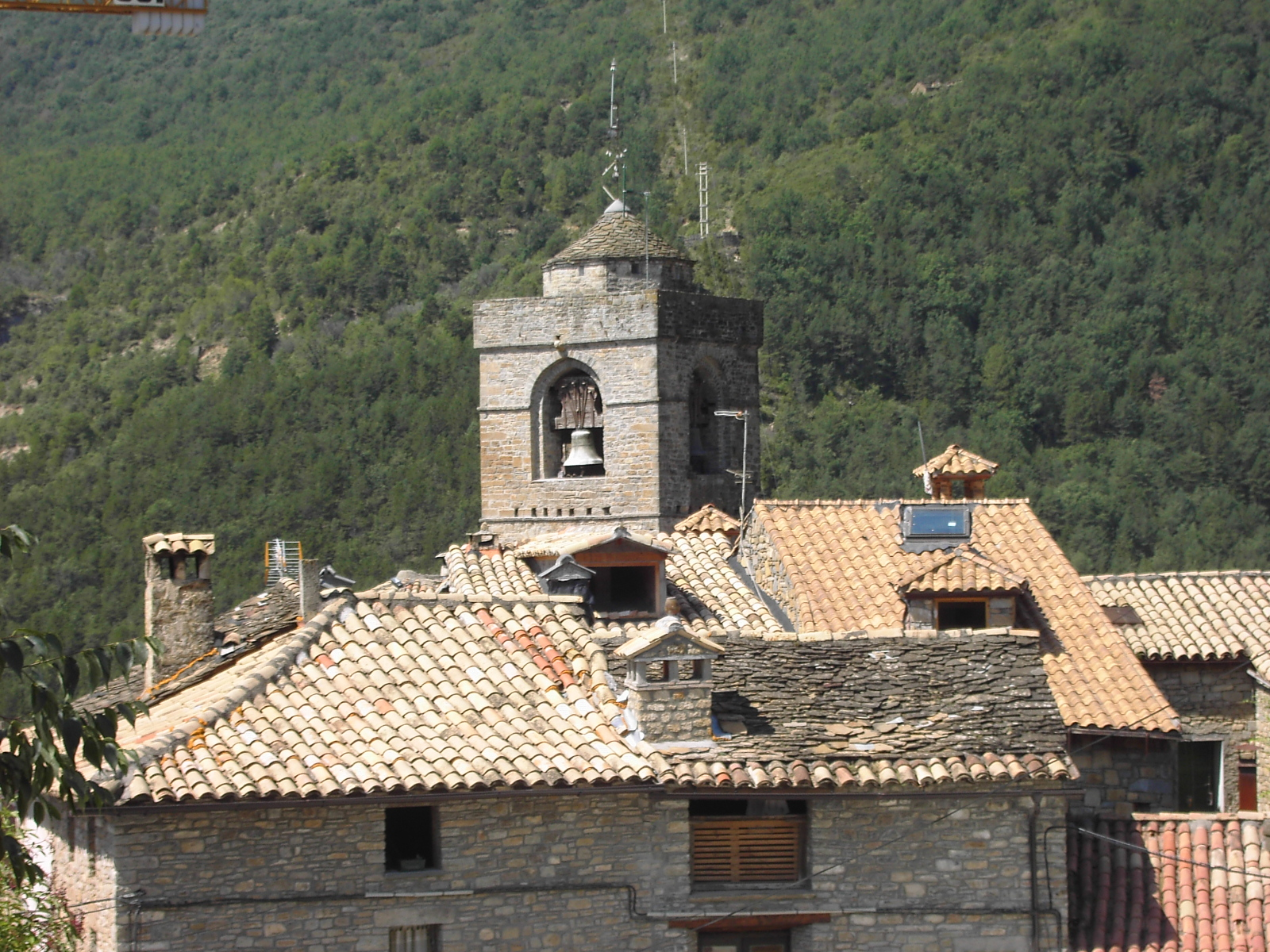
Glockenturm der Kirche von Boltaña

- Die dem Apostel Petrus geweihte römisch-katholische Pfarrkirche stammt aus dem 13. Jahrhundert und ist gotischen Stils.
- Der Hauptplatz, die Plaza de España, zeichnet sich durch Arkaden und für Oberaragonien typische Patios aus.
- Die Ruinen der Burg von Boltaña schließlich bestehen aus Mauerresten und dem unteren Teil eines achteckigen Turmes. Eine Legende besagt, dass in der Burg wie auf dem Brocken Hextentänze stattfinden.